# 신디 블랙맨
신디 블랙맨(영어: Cindy Blackman Santana, 1959년 11월 18일 ~ )은 미국의 재즈, 록 드러머이다. 레니 크레빗츠 밴드의 멤버이다. 또한 기타리스트 카를로스 산타나의 아내로 잘 알려져있다.

## 내력
오하이오주 출신으로 음악인이 많은 가정에서 태어났다. 7세부터 학교 밴드에서 연주를 했다고 한다. 버클리 음악 대학에 진학하여 학사 학위를 받았다. 1993년도부터 레니 크레빗츠의 드러머로 활동중이다.